# Leucocarbo
Leucocarbo är ett fågelsläkte i familjen skarvar inom ordningen sulfåglar. Det omfattar här 15 arter med utbredning i västra och södra Sydamerika, på Antarktishalvön samt på öar österut till Nya Zeeland och dess ögrupper:
- Magellanskarv (L. magellanicus)
- Guanoskarv (L. bougainvilliorum)
- Bountyskarv (L. ranfurlyi)
- Vårtskarv (L. carunculatus)
- Chathamskarv (L. onslowi)
- Stewartskarv (L. chalconotus)
- Aucklandskarv (L. colensoi)
- Campbellskarv (L. campbelli)
- Kejsarskarv (L. atriceps)
- Sydgeorgisk skarv (L. georgianus)
- Crozetskarv (L. melanogenis)
- Antarktisskarv (L. bransfieldensis)
- Kerguelenskarv (L. verrucosus)
- Heardskarv (L. nivalis)
- Macquarieskarv (L. purpurascens)

Arterna georgianus, melanogenis, bransfieldensis, nivalis och purpurascens behandlas alla av vissa auktoriteter som underarter till kejsarskarven. 